# Parafia bł. Karoliny Kózkówny w Snopkowie
Parafia bł. Karoliny Kózkówny w Snopkowie – parafia rzymskokatolicka, znajdująca się w archidiecezji lubelskiej, w dekanacie Lublin – Północ. 
Parafia w Snopkowie została erygowana 1 lipca 2015 roku, dekretem abpa Stanisława Budzika. W skład parafii chodzą: Snopków, Jastków, Marysin, Marysin Kolonia, Natalin, Smugi
Według stanu na miesiąc grudzień 2016 liczba wiernych w parafii wynosiła 1474 osoby.

## Proboszczowie
- ks. Andrzej Szulej (2015–2020)[3]
- ks. Mirosław Jan Matuszny (2020– )[4]